# Lista planetelor minore/177101–177200
Aceasta este Lista planetelor minore/177101–177200; pentru a naviga prin lista completă vezi Lista planetelor minore.
Pentru ale detalii vezi și Proiect:Astronomie sau Portal:Astronomie.
| Nume     | Denumire provizorie | Data descoperirii  | Locul descoperirii   | Descoperitor(i)                |
| -------- | ------------------- | ------------------ | -------------------- | ------------------------------ |
| 177101 - | 2003 FW101          | 31 martie 2003     | Socorro              | LINEAR                         |
| 177102 - | 2003 FT102          | 31 martie 2003     | Socorro              | LINEAR                         |
| 177103 - | 2003 FT115          | 31 martie 2003     | Socorro              | LINEAR                         |
| 177104 - | 2003 FC116          | 31 martie 2003     | Socorro              | LINEAR                         |
| 177105 - | 2003 FM121          | 25 martie 2003     | Anderson Mesa        | LONEOS                         |
| 177106 - | 2003 FC130          | 24 martie 2003     | Kitt Peak            | Spacewatch                     |
| 177107 - | 2003 FM130          | 24 martie 2003     | Kitt Peak            | Spacewatch                     |
| 177108 - | 2003 FC131          | 22 martie 2003     | Haleakala            | NEAT                           |
| 177109 - | 2003 GZ2            | 1 aprilie 2003     | Socorro              | LINEAR                         |
| 177110 - | 2003 GZ5            | 1 aprilie 2003     | Socorro              | LINEAR                         |
| 177111 - | 2003 GN7            | 1 aprilie 2003     | Socorro              | LINEAR                         |
| 177112 - | 2003 GU10           | 3 aprilie 2003     | Haleakala            | NEAT                           |
| 177113 - | 2003 GF14           | 1 aprilie 2003     | Socorro              | LINEAR                         |
| 177114 - | 2003 GL16           | 2 aprilie 2003     | Haleakala            | NEAT                           |
| 177115 - | 2003 GP16           | 3 aprilie 2003     | Haleakala            | NEAT                           |
| 177116 - | 2003 GJ27           | 6 aprilie 2003     | Kitt Peak            | Spacewatch                     |
| 177117 - | 2003 GM27           | 7 aprilie 2003     | Kitt Peak            | Spacewatch                     |
| 177118 - | 2003 GM37           | 7 aprilie 2003     | Socorro              | LINEAR                         |
| 177119 - | 2003 GE47           | 7 aprilie 2003     | Kitt Peak            | Spacewatch                     |
| 177120 - | 2003 GZ51           | 1 aprilie 2003     | Kitt Peak            | M. W. Buie⁠(d)                  |
| 177121 - | 2003 GW55           | 6 aprilie 2003     | Kitt Peak            | Spacewatch                     |
| 177122 - | 2003 HD3            | 24 aprilie 2003    | Anderson Mesa        | LONEOS                         |
| 177123 - | 2003 HS5            | 21 aprilie 2003    | Kitt Peak            | Spacewatch                     |
| 177124 - | 2003 HV9            | 25 aprilie 2003    | Kitt Peak            | Spacewatch                     |
| 177125 - | 2003 HV10           | 24 aprilie 2003    | Kitt Peak            | Spacewatch                     |
| 177126 - | 2003 HE12           | 25 aprilie 2003    | Campo Imperatore⁠(d)  | CINEOS⁠(d)                      |
| 177127 - | 2003 HO20           | 24 aprilie 2003    | Anderson Mesa        | LONEOS                         |
| 177128 - | 2003 HU24           | 25 aprilie 2003    | Kitt Peak            | Spacewatch                     |
| 177129 - | 2003 HS31           | 28 aprilie 2003    | Kitt Peak            | Spacewatch                     |
| 177130 - | 2003 HG43           | 29 aprilie 2003    | Anderson Mesa        | LONEOS                         |
| 177131 - | 2003 HN51           | 30 aprilie 2003    | Kitt Peak            | Spacewatch                     |
| 177132 - | 2003 HA54           | 24 aprilie 2003    | Kitt Peak            | Spacewatch                     |
| 177133 - | 2003 JL3            | 2 mai 2003         | Kitt Peak            | Spacewatch                     |
| 177134 - | 2003 JB14           | 7 mai 2003         | Catalina             | CSS                            |
| 177135 - | 2003 KQ11           | 25 mai 2003        | Kitt Peak            | Spacewatch                     |
| 177136 - | 2003 KK17           | 26 mai 2003        | Haleakala            | NEAT                           |
| 177137 - | 2003 PB10           | 4 august 2003      | Socorro              | LINEAR                         |
| 177138 - | 2003 QE6            | 18 august 2003     | Campo Imperatore⁠(d)  | CINEOS⁠(d)                      |
| 177139 - | 2003 QC12           | 22 august 2003     | Socorro              | LINEAR                         |
| 177140 - | 2003 QQ35           | 22 august 2003     | Palomar              | NEAT                           |
| 177141 - | 2003 QC36           | 22 august 2003     | Socorro              | LINEAR                         |
| 177142 - | 2003 QT38           | 22 august 2003     | Palomar              | NEAT                           |
| 177143 - | 2003 QV54           | 23 august 2003     | Socorro              | LINEAR                         |
| 177144 - | 2003 QO61           | 23 august 2003     | Socorro              | LINEAR                         |
| 177145 - | 2003 QZ75           | 24 august 2003     | Socorro              | LINEAR                         |
| 177146 - | 2003 QO77           | 24 august 2003     | Socorro              | LINEAR                         |
| 177147 - | 2003 QM79           | 25 august 2003     | Socorro              | LINEAR                         |
| 177148 - | 2003 QJ85           | 24 august 2003     | Cerro Tololo⁠(d)      | M. W. Buie⁠(d)                  |
| 177149 - | 2003 QR95           | 30 august 2003     | Haleakala            | NEAT                           |
| 177150 - | 2003 RR             | 2 septembrie 2003  | Socorro              | LINEAR                         |
| 177151 - | 2003 RU8            | 2 septembrie 2003  | Socorro              | LINEAR                         |
| 177152 - | 2003 RJ19           | 15 septembrie 2003 | Anderson Mesa        | LONEOS                         |
| 177153 - | 2003 SW11           | 16 septembrie 2003 | Kitt Peak            | Spacewatch                     |
| 177154 - | 2003 SH16           | 17 septembrie 2003 | Goodricke-Pigott⁠(d)  | R. A. Tucker⁠(d)                |
| 177155 - | 2003 SE23           | 16 septembrie 2003 | Kitt Peak            | Spacewatch                     |
| 177156 - | 2003 SL31           | 18 septembrie 2003 | Kitt Peak            | Spacewatch                     |
| 177157 - | 2003 SF33           | 18 septembrie 2003 | Piszkéstető⁠(d)       | K. Sárneczky⁠(d), B. Sipőcz⁠(d)  |
| 177158 - | 2003 SN39           | 16 septembrie 2003 | Palomar              | NEAT                           |
| 177159 - | 2003 SD47           | 16 septembrie 2003 | Anderson Mesa        | LONEOS                         |
| 177160 - | 2003 SU83           | 18 septembrie 2003 | Palomar              | NEAT                           |
| 177161 - | 2003 SG84           | 20 septembrie 2003 | Haleakala            | NEAT                           |
| 177162 - | 2003 SC97           | 19 septembrie 2003 | Socorro              | LINEAR                         |
| 177163 - | 2003 SN110          | 20 septembrie 2003 | Palomar              | NEAT                           |
| 177164 - | 2003 ST125          | 19 septembrie 2003 | Socorro              | LINEAR                         |
| 177165 - | 2003 SD128          | 20 septembrie 2003 | Socorro              | LINEAR                         |
| 177166 - | 2003 SJ128          | 20 septembrie 2003 | Socorro              | LINEAR                         |
| 177167 - | 2003 SL131          | 20 septembrie 2003 | Socorro              | LINEAR                         |
| 177168 - | 2003 SX138          | 20 septembrie 2003 | Palomar              | NEAT                           |
| 177169 - | 2003 SC144          | 21 septembrie 2003 | Haleakala            | NEAT                           |
| 177170 - | 2003 SL145          | 20 septembrie 2003 | Palomar              | NEAT                           |
| 177171 - | 2003 SE146          | 20 septembrie 2003 | Haleakala            | NEAT                           |
| 177172 - | 2003 SK147          | 20 septembrie 2003 | Palomar              | NEAT                           |
| 177173 - | 2003 SP164          | 20 septembrie 2003 | Anderson Mesa        | LONEOS                         |
| 177174 - | 2003 SM169          | 23 septembrie 2003 | Haleakala            | NEAT                           |
| 177175 - | 2003 SM170          | 21 septembrie 2003 | Uccle⁠(d)             | T. Pauwels⁠(d)                  |
| 177176 - | 2003 SY174          | 18 septembrie 2003 | Kitt Peak            | Spacewatch                     |
| 177177 - | 2003 SG204          | 22 septembrie 2003 | Socorro              | LINEAR                         |
| 177178 - | 2003 SD218          | 27 septembrie 2003 | Kitt Peak            | Spacewatch                     |
| 177179 - | 2003 SF224          | 25 septembrie 2003 | Bergisch Gladbach⁠(d) | W. Bickel⁠(d)                   |
| 177180 - | 2003 SQ245          | 26 septembrie 2003 | Socorro              | LINEAR                         |
| 177181 - | 2003 SE248          | 26 septembrie 2003 | Socorro              | LINEAR                         |
| 177182 - | 2003 SU249          | 26 septembrie 2003 | Socorro              | LINEAR                         |
| 177183 - | 2003 ST263          | 28 septembrie 2003 | Socorro              | LINEAR                         |
| 177184 - | 2003 SU290          | 28 septembrie 2003 | Kitt Peak            | Spacewatch                     |
| 177185 - | 2003 TT8            | 3 octombrie 2003   | Kitt Peak            | Spacewatch                     |
| 177186 - | 2003 TZ16           | 14 octombrie 2003  | Anderson Mesa        | LONEOS                         |
| 177187 - | 2003 TQ18           | 15 octombrie 2003  | Anderson Mesa        | LONEOS                         |
| 177188 - | 2003 UR1            | 16 octombrie 2003  | Kitt Peak            | Spacewatch                     |
| 177189 - | 2003 UW4            | 17 octombrie 2003  | Socorro              | LINEAR                         |
| 177190 - | 2003 UA8            | 19 octombrie 2003  | Kitt Peak            | Spacewatch                     |
| 177191 - | 2003 UD10           | 20 octombrie 2003  | Emerald Lane⁠(d)      | L. Ball⁠(d)                     |
| 177192 - | 2003 UC15           | 16 octombrie 2003  | Kitt Peak            | Spacewatch                     |
| 177193 - | 2003 UO15           | 16 octombrie 2003  | Anderson Mesa        | LONEOS                         |
| 177194 - | 2003 UZ16           | 17 octombrie 2003  | Črni Vrh             | Črni Vrh                       |
| 177195 - | 2003 UL29           | 23 octombrie 2003  | Kvistaberg⁠(d)        | Uppsala-DLR Asteroid Survey⁠(d) |
| 177196 - | 2003 UC38           | 17 octombrie 2003  | Kitt Peak            | Spacewatch                     |
| 177197 - | 2003 UV38           | 16 octombrie 2003  | Uccle⁠(d)             | T. Pauwels⁠(d)                  |
| 177198 - | 2003 UB49           | 16 octombrie 2003  | Anderson Mesa        | LONEOS                         |
| 177199 - | 2003 UD54           | 18 octombrie 2003  | Palomar              | NEAT                           |
| 177200 - | 2003 UL86           | 18 octombrie 2003  | Palomar              | NEAT                           |